# Welcome Back, My Friends, to the Show That Never Ends - Ladies and Gentlemen Emerson, Lake & Palmer
Welcome Back, My Friends, to the Show That Never Ends - Ladies and Gentlemen Emerson, Lake & Palmer è il secondo album dal vivo del gruppo musicale britannico Emerson, Lake & Palmer, pubblicato nel 1974 dalla Manticore Records.

## Storia
L'album contiene la registrazione del concerto che il trio tenne il 10 febbraio 1974 presso il Convention Center di Anaheim (California) durante la tournée legata all'album Brain Salad Surgery e ne ricalca la scaletta, fatta eccezione per il finale in cui il gruppo eseguiva per intero Pictures at an Exhibition.
Il lato A del primo disco si apre con il brano Hoedown di Aaron Copland dall'album Trilogy del 1972, proposto in una versione molto più veloce rispetto a quella in studio, cui seguono Jerusalem e Toccata da Brain Salad Surgery. Sul lato B si trova la suite Tarkus la cui esecuzione ha una durata molto più lunga dell'originale, tanto da seguitare sulla prima metà del secondo disco; tra le variazioni incluse nella versione dal vivo trova posto un accenno da parte di Greg Lake del brano Epitaph dei King Crimson, che egli stesso cantò, suonò e co-firmò nel 1969 e che qui chiude il lato B dopo Battlefield.
Il secondo vinile comincia come detto con il finale di Tarkus, Aquatarkus, e prosegue con una sezione interamente costruita attorno al brano Take a Pebble: all'interno, un momento per sola chitarra acustica e voce di Lake, include l'esecuzione integrale delle due ballate Still...You Turn Me On e Lucky Man. La sezione seguita sulla quarta facciata con una lunga improvvisazione di Keith Emerson al pianoforte che sfocia poi nell'ultima strofa di Take a Pebble. Completa il lato un medley tra Jeremy Bender e The Sheriff, entrambe con Emerson impegnato al piano honky tonk.
Il terzo vinile è interamente occupato dalla suite Karn Evil 9: la 1st Impression ricopre tutto il primo lato e comprende un assolo di batteria di Carl Palmer, mentre le altre due Impressions costituiscono la sesta ed ultima facciata.

## Tracce

### LP
Lato A
1. Hoedown (Taken from 'Rodeo') – 4:27
2. Jerusalem – 3:20
3. Toccata (An Adaptation of Ginastera's 1st Piano Concerto, 4th Movement) – 7:21

Lato B
1. Tarkus – 16:42

Lato C
1. Tarkus (Conclusion) – 10:42
2. Take a Pebble (Including Still... You Turn Me On and Lucky Man) – 11:06

Lato D
1. Piano Improvisations (Including Friedrich Gulda's 'Fugue' and Joe Sullivan's 'Little Rock Getaway') – 11:54
2. Take a Pebble (Conclusion) – 3:14
3. Jeremy Bender/The Sheriff (Medley) – 5:26

Lato E
1. Karn Evil 9 (1st Impression) – 17:26

Lato F
1. Karn Evil 9 (2nd Impression) – 7:36
2. Karn Evil 9 (3rd Impression) – 10:17

### CD
CD 1
1. Hoedown (Taken from 'Rodeo') – 4:27
2. Jerusalem – 2:51
3. Toccata (An Adaptation of Ginastera's 1st Piano Concerto, 4th Movement) – 7:22
4. Tarkus – 27:24
5. Take a Pebble – 11:09

CD 2
1. Piano Improvisations – 11:53
2. Take a Pebble (Conclusion) – 3:14
3. Jeremy Bender/The Sheriff (Medley) – 5:05
4. Karn Evil 9 – 35:58

### Download digitale
1. Hoedown (Taken from 'Rodeo') – 4:28
2. Jerusalem – 3:18
3. Toccata (An Adaptation of Ginastera's 1st Piano Concerto, 4th Movement) – 7:21
4. Tarkus – 27:23
5. Take a Pebble – 11:09
6. Piano Improvisations – 11:54
7. Take a Pebble (Conclusion) – 3:14
8. Jeremy Bender/The Sheriff (Medley) – 5:24
9. Karn Evil 9 – 35:24

## Formazione
- Keith Emerson – tastiere
- Greg Lake – basso, chitarra, voce
- Carl Palmer – batteria